# Gouvernement Chirac I
Pour les articles homonymes, voir Gouvernement Jacques Chirac.
Ve République
Gouvernement Pierre Messmer III Gouvernement Raymond Barre I
Cet article présente la composition du gouvernement du Premier ministre Jacques Chirac, en fonction du 27 mai 1974 au 27 août 1976, durant la présidence de Valéry Giscard d'Estaing. Il s’agit du premier gouvernement dirigé par Jacques Chirac.
Le premier gouvernement de Jacques Chirac est le 11e gouvernement de la Ve République française.

## Contexte de formation

### Choix des ministres
D'après Jacques Chirac lui-même, tous les ministres du gouvernement auraient été imposés par Giscard. Seule Simone Veil, proposée par Chirac fut finalement retenue par le président, en lieu et place d'Anne-Marie Fritsch, un temps pressentie pour le poste de Ministre de la Santé.

### Féminisation du gouvernement
Le gouvernement compte six femmes ministres, dont quatre à sa nomination : Simone Veil, ministre de la Santé, Françoise Giroud, secrétaire d'État chargée de la Condition féminine, Hélène Dorlhac, secrétaire d’État à la Condition pénitentiaire, Annie Lesur, secrétaire d’État à l'Enseignement périscolaire.
Deux nommées plus tard : Alice Saunier-Seïté, secrétaire d'État aux Universités, et Christiane Scrivener, secrétaire d’État à la Consommation.

### Sociologie électorale
Le gouvernement Chirac I se caractérise par une proportion plus importante de ministres anciens cadres supérieurs du privé (25 %, contre 15,1 % sous le gouvernement précédent et 14,9 % sous le gouvernement suivant). Les industriels et gros commerçants comptent pour 3,3 % des ministres, et les professions libérales, 8,3 %. 
La haute fonction publique compte pour 45 % du gouvernement. 16,7 % sont issus des Grand corps de l'État, et 10 % de la préfectorale et de la diplomatie. 18,3 % sont issus des autres administrations de la haute fonction publique.
1,7 % des ministres sont des anciens enseignants du supérieur, et 11,7 % ont occupé des professions intellectuelles.

## Composition initiale
Jacques Chirac est nommé Premier ministre par un décret du 27 mai 1974 (JO du 28 mai), les ministres du gouvernement par un décret en date du 28 mai 1974 (JO du 29 mai), et les secrétaires d'État par un décret en date du 8 juin 1974 (JO du 9 juin),.

### Premier ministre
| Image | Fonction         |  | Nom            | Parti |
| ----- | ---------------- |  | -------------- | ----- |
|       | Premier ministre |  | Jacques Chirac | UDR   |

### Ministres d'État
| Image | Fonction                                 |  | Nom                | Parti |
| ----- | ---------------------------------------- |  | ------------------ | ----- |
|       | Ministre d'État, ministre de l'Intérieur |  | Michel Poniatowski | FNRI  |

### Ministres
| Image | Fonction                                                                                        |  | Nom                           | Parti   |
| ----- | ----------------------------------------------------------------------------------------------- |  | ----------------------------- | ------- |
|       | Garde des Sceaux, ministre de la Justice                                                        |  | Jean Lecanuet                 | CD, CDS |
|       | Ministre de la Défense                                                                          |  | Jacques Soufflet              | UDR     |
|       | Ministre des Réformes                                                                           |  | Jean-Jacques Servan-Schreiber | PRV     |
|       | Ministre des Affaires étrangères                                                                |  | Jean Sauvagnargues            | SE      |
|       | Ministre de l'Économie et des Finances                                                          |  | Jean-Pierre Fourcade          | FNRI    |
|       | Ministre de l'Éducation nationale                                                               |  | René Haby                     | FNRI    |
|       | Ministre de la Coopération                                                                      |  | Pierre Abelin                 | CD      |
|       | Ministre de l'Équipement                                                                        |  | Robert Galley                 | UDR     |
|       | Ministre de l'Agriculture                                                                       |  | Christian Bonnet              | FNRI    |
|       | Ministre de la Qualité de la vie                                                                |  | André Jarrot                  | UDR     |
|       | Ministre du Travail                                                                             |  | Michel Durafour               | CR      |
|       | Ministre de la Santé                                                                            |  | Simone Veil                   | DVD     |
|       | Ministre de l'Industrie, lors de la nomination, puis ministre de l'Industrie et de la Recherche |  | Michel d'Ornano               | FNRI    |
|       | Ministre du Commerce et de l'Artisanat                                                          |  | Vincent Ansquer               | UDR     |

### Secrétaires d'État
| Image | Fonction                                                      | Ministre de rattachement                 |  | Nom                 | Parti    |
| ----- | ------------------------------------------------------------- | ---------------------------------------- |  | ------------------- | -------- |
|       | Secrétaire d'Etat aux Anciens combattants                     | -                                        |  | André Bord          | UDR      |
|       | Secrétaire d’État aux Postes et télécommunications            | -                                        |  | Pierre Lelong       | UDR      |
|       | Secrétaire d'Etat aux Transports                              | -                                        |  | Marcel Cavaillé     | FNRI     |
|       | Secrétaire d'Etat à la Culture                                | -                                        |  | Michel Guy          | SE       |
|       | Secrétaire d'Etat au Commerce extérieur                       | -                                        |  | Norbert Ségard      | DVD      |
|       | Secrétaire d'Etat aux Universités                             | -                                        |  | Jean-Pierre Soisson | FNRI     |
|       | Secrétaire d'Etat aux Départements et Territoires d'Outre-Mer | -                                        |  | Olivier Stirn       | UDR      |
|       | Secrétaire d'Etat aux Relations avec le Parlement             | Premier ministre                         |  | René Tomasini       | UDR      |
|       | Secrétaire d'Etat à la Fonction publique                      | Premier ministre                         |  | Roger Poudonson     | CD       |
|       | Secrétaire d'Etat à la Formation professionnelle              | Premier ministre                         |  | Paul Granet         | UDR      |
|       | Secrétaire d'Etat; Porte-parole du Gouvernement               | Premier ministre                         |  | André Rossi         | CR       |
|       | Secrétaire d'État à la Condition pénitentiaire                | Garde des Sceaux, ministre de la Justice |  | Hélène Dorlhac      | FNRI     |
|       | Secrétaire d'Etat                                             | Ministre des Affaires étrangères         |  | Bernard Destremau   | FNRI     |
|       | Secrétaire d'Etat au Budget                                   | Ministre de l’Économie et des Finances   |  | Christian Poncelet  | UDR      |
|       | Secrétaire d'Etat à l'Enseignement préscolaire                | Ministre de l’Éducation                  |  | Annie Lesur         | CD       |
|       | Secrétaire d’État au Logement                                 | Ministre de l’Équipement                 |  | Jacques Barrot      | CDP, CDS |
|       | Secrétaire d’État à l'Environnement                           | Ministre de la Qualité de la vie         |  | Gabriel Péronnet    | PRV      |
|       | Secrétaire d’État à la Jeunesse et aux sports                 | Ministre de la Qualité de la vie         |  | Pierre Mazeaud      | UDR      |
|       | Secrétaire d’État au Tourisme                                 | Ministre de la Qualité de la vie         |  | Gérard Ducray       | FNRI     |
|       | Secrétaire d’État au Travailleurs immigrés                    | Ministre du Travail                      |  | André Postel-Vinay  | SE       |
|       | Secrétaire d’État à l'Action sociale                          | Ministre de la Santé                     |  | René Lenoir         | SE       |

## Modifications

### Remaniement du 9 juin 1974
Jean-Jacques Servan-Schreiber, ministre des Réformes, déclare le 9 juin qu'il est opposé à la reprise des essais nucléaires à Moruroa. Jacques Chirac fait pression sur le président de la République pour faire exclure Jean-Jacques Servan-Schreiber du gouvernement. Jean-Jacques Servan-Schreiber démissionne du gouvernement le 9 juin 1974 (JO du 11 juin). Il n'est pas remplacé.

### Nomination du 16 juillet 1974
Françoise Giroud (PRV), entre au gouvernement et est nommée le 16 juillet 1974 (JO du 17 juillet) secrétaire d’État auprès du Premier ministre à la Condition féminine.

### Remaniement du 22 juillet 1974
André Postel-Vinay, secrétaire d'État aux Travailleurs immigrés, en désaccord avec le Premier ministre démissionne. Sa démission est officialisée le 22 juillet 1974 (JO du 23 juillet) et il est remplacé par Paul Dijoud (FNRI).

### Remaniement du 29 octobre 1974
Roger Poudonson, secrétaire d'État à la Fonction publique, est élu sénateur le 22 septembre 1974 et décide de démissionner du gouvernement. Il est remplacé par Gabriel Péronnet, jusqu'alors secrétaire d'État à l'Environnement le 29 octobre 1974  (JO du 30 octobre).

### Remaniement du 31 janvier 1975
À la suite des démissions de Jacques Soufflet et de Pierre Lelong, il est procédé à un remaniement le 31 janvier 1975 (JO du 1er février) :
- Jacques Soufflet, ministre de la Défense est remplacé par Yvon Bourges (UDR) ;
- Norbert Ségard, jusqu'alors secrétaire d'État au Commerce extérieur, est nommé ministre du Commerce extérieur ;
- Pierre Lelong, secrétaire d'État aux Postes et Télécommunications est remplacé par Aymar Achille-Fould ;
- Marcel Bigeard est nommé secrétaire d’État auprès du ministre de la Défense ;
- Jean-François Deniau est nommé secrétaire d’État auprès du ministre de l’Agriculture.

### Remaniement du 12 janvier 1976
Ce remaniement du 12 janvier 1976 (JO du 13 janvier) dispose :
- Jean Lecanuet (CD), garde des sceaux, ministre de la Justice, est nommé ministre d'État ;
- Pierre Abelin, ministre de la Coopération, démissionne du gouvernement et est remplacé par Jean de Lipkowski (UDR) qui entre au gouvernement ;
- André Jarrot, ministre de la Qualité de la vie, démissionne du gouvernement et est remplacé par André Fosset qui entre au gouvernement ;
- Norbert Ségard, ministre du Commerce extérieur, est remplacé par Raymond Barre qui entre au gouvernement ;
- Jean-Pierre Soisson, secrétaire d'État aux Universités, est remplacé par Alice Saunier-Seïté (UDR) qui entre au gouvernement ;
- Aymar Achille-Fould, secrétaire d'État aux Postes et Télécommunications, démissionne du gouvernement et est remplacé par  Norbert Ségard (UDR) jusqu'alors ministre du Commerce extérieur ;
- Paul Granet, secrétaire d'État à la Formation professionnelle, est remplacé par Jean-Pierre Soisson (FNRI), jusqu'alors secrétaire d'État aux Universités ;
- Annie Lesur, secrétaire d'État à l'Enseignement préscolaire, démissionne du gouvernement et sa fonction est supprimée ;
- Jean-François Deniau, secrétaire d'État auprès du ministre de l'Agriculture, démissionne du gouvernement et est remplacé par Pierre Méhaignerie qui entre au gouvernement ;
- Gérard Ducray, secrétaire d'État au Tourisme, démissionne du gouvernement et est remplacé par Jacques Médecin (FNRI) qui entre au gouvernement ;
- Pierre-Christian Taittinger entre au gouvernement et est nommé secrétaire d'État auprès du ministre d'État, ministre de l’Intérieur ;
- Jean François-Poncet entre au gouvernement et est nommé secrétaire d'État auprès du ministre des Affaires étrangères ;
- Christiane Scrivener entre au gouvernement et est nommée secrétaire d’État auprès du ministre de l’Économie et des Finances (Consommation) ;
- Lionel Stoléru (PRV) entre au gouvernement et est nommé secrétaire d’État auprès du ministre du Travail (Condition des travailleurs manuels) ;
- Paul Granet, jusqu'alors secrétaire d'État à la Formation professionnelle, est nommé secrétaire d’État auprès du ministre de la Qualité de la vie (Environnement) (ce poste n'était pas pourvu depuis la nomination de Gabriel Péronnet le 29 octobre 1974) ;
- Jean Tiberi (UDR) entre au gouvernement et est nommé secrétaire d’État auprès du ministre de l’Agriculture et du ministre de l'Industrie et de la Recherche (Industries alimentaires).

### Ajustement du 27 juillet 1976
Jean François-Poncet, jusqu'alors secrétaire d’État auprès du ministre des Affaires étrangères, démissionne du gouvernement le 27 juillet 1976 (JO du 28 juillet) pour être nommé secrétaire général de la présidence de la République (JO du 28 juillet).

### Ajustement du 4 août 1976
Marcel Bigeard, secrétaire d’État auprès du ministre de la Défense, démissionne du gouvernement le 4 août 1976 (JO du 5 août).

## Répartition partisane
| Parti                       | Parti                                              | Premier ministre | Ministres d'État | Ministres | Secrétaires d'État | Total |  |
| --------------------------- | -------------------------------------------------- | ---------------- | ---------------- | --------- | ------------------ | ----- |  |
| Répartition le 8 juin 1974  | Répartition le 8 juin 1974                         | 1                | 1                | 14        | 21                 | 37    |  |
|                             | Union des démocrates pour la République            | 1                |                  | 4         | 7                  | 12    |  |
|                             | Fédération nationale des républicains indépendants |                  | 1                | 4         | 5                  | 10    |  |
|                             | Centre démocrate                                   |                  | 2                | 3         | 5                  |       |  |
|                             | Sans étiquette                                     |                  | 1                | 3         | 4                  |       |  |
|                             | Parti radical valoisien                            |                  | 1                | 1         | 2                  |       |  |
|                             | Centre républicain                                 |                  | 1                | 1         | 2                  |       |  |
|                             | Divers droite                                      |                  | 1                | 1         | 2                  |       |  |
|                             |                                                    |                  |                  |           |                    |       |  |
| Répartition le 27 août 1976 | Répartition le 27 août 1976                        | 1                | 2                | 13        | 27                 | 43    |  |
|                             | Union des démocrates pour la République            | 1                |                  | 4         | 8                  | 13    |  |
|                             | Fédération nationale des républicains indépendants |                  | 1                | 4         | 8                  | 13    |  |
|                             | Centre des démocrates sociaux                      | 1                | 1                | 2         | 4                  |       |  |
|                             | Divers droite                                      |                  | 2                | 1         | 3                  |       |  |
|                             | Sans étiquette                                     |                  | 1                | 3         | 4                  |       |  |
|                             | Centre républicain                                 |                  | 1                | 1         | 2                  |       |  |
|                             | Parti radical valoisien                            |                  |                  | 4         | 4                  |       |  |

## Actions

### Politique budgétaire
Devant les conséquences néfastes du premier choc pétrolier et la baisse de la demande intérieure et des investissements, les experts économiques recommandent des relances keynésiennes passant par l'investissement public dans l'économie, qui font gonfler provisoirement la dette publique, afin de compenser la ponction sur la demande et l'investissement privés. Cette stratégie doit s'appliquer aux pays « locomotives », ceux qui abordent cette crise avec de forts excédents (Allemagne, Japon). Cependant, le Premier ministre Jacques Chirac décide dès l'automne 1975 un plan de soutien à la croissance (relance Chirac).
La relance est divisée entre plusieurs volets : 15 milliards de francs pour des grands travaux, comme le TGV, 5 milliards d'augmentation des allocations sociales et 18 milliards de baisses d'impôts afin de générer du pouvoir d'achat. Le SMIC augmente de 8,4% en 1974, et 6,6% en 1975, et 4,7% en 1976. Cela permet à la France de retrouver dès 1976 son taux de croissance de 1974 (4,3%).

### Politique industrielle et de l'emploi
Le gouvernement doit faire face à la destruction progressive des emplois dans la sidérurgie après la récession de 1975. La demande d'acier mondiale chute de 16% ; en France, les installations tournent à 70% de leur capacité ; un sidérurgiste français produisant 175 tonnes d'acier par an, contre 250 pour un sidérurgiste américain ou 360 pour un sidérurgiste japonais, les destructions d'emploi commencent. Raymond Barre héritera de ce dossier lorsqu'il sera nommé Premier ministre et mettra en place des plans de refinancement étatique de la sidérurgie française, malgré la suppression de plus de 20 000 emplois.
Afin de faire face à la montée du chômage, est instaurée en janvier 1975 l'autorisation de licenciement administrative, selon laquelle tout licenciement doit être validé par l’État. Elle protège ainsi les insiders. Les blocages du marché du travail qui suivent ont comme conséquence indirecte que les difficultés se concentrent sur les populations où l’écart entre le salaire et la productivité est le plus grand.

### Finances publiques
Le déficit budgétaire au bouclage du budget 1975, voté fin 1974, était de 4 milliards de francs ; il est augmenté à 38,2 milliards (2,6% du PIB) dans le budget 1976, voté à la fin de l'année précédente.  
Deux problèmes se posent au gouvernement. Tout d'abord, le prix à payer pour ce niveau de croissance a été un creusement important du déficit extérieur français ; ensuite, l'impact sur le chômage est relativement faible, car il a continué à augmenter. En octobre 1975, le nombre de chômeurs dépasse 1 million de personnes. Cela signe un échec partiel de cette relance keynésienne.

### Politique sociale
Le gouvernement Chirac (1) met en œuvre une politique sociale ambitieuse. Le 1er juillet 1974, le minimum vieillesse est majoré de 21 %. Le 11 juillet 1974, l'adultère cesse d'être un délit. La loi du 16 juillet 1974 crée l'allocation de rentrée scolaire. Un accord interprofessionnel du 14 octobre 1974 met en place une indemnisation de 90 % du salaire brut, versée un an, pour compenser les salariés victimes de licenciement économique. 
Le 5 décembre 1974, la seconde loi Neuwirth est votée, la pilule contraceptive devient accessible aux mineures sans autorisation parentale, et est remboursée par la Sécurité sociale. Le 20 décembre, la loi Veil est votée.
Le 25 février 1975, le Parlement vote le déblocage de 3,6 milliards de francs, destinés à soutenir la consommation des plus défavorisés.
En juin 1975, une loi met en œuvre une politique du handicap qui fait de l'éducation des Français handicapés une obligation nationale, et crée l'allocation adulte handicapé. Le même mois, la loi facilitant le divorce par consentement mutuel est votée. En juillet 1976, l'allocation de parent isolé est créée.

### Politique migratoire
Le 5 juillet 1974, une circulaire du secrétaire d’État chargé de la Condition des travailleurs manuels suspend l'immigration de travail pour les non-communautaires. Le 29 avril 1975, le gouvernement autorise le regroupement familial pour les immigrés.

### Politique scolaire
Le 20 juin, la loi Haby instaurant le collège unique est votée.

## Démission
Le gouvernement démissionne le 25 août 1976 (JO du 26 août).